# Cándida Martínez López
Càndida Martínez López (Vélez-Blanco, Almeria, 6 de desembre de 1951) és historiadora, catedràtica d'universitat, experta en història i estudis de les dones i política espanyola. De 2000 a 2008 va ser Consellera d'Educació de la Junta d'Andalusia i de 2008 a 2011 diputada al Congrés en la IX Legislatura. És codirectora d'Arenal, Revista d'Història de les Dones.

## Biografia
Doctorada en Geografia i Història per la Universitat de Granada, és catedràtica d'Història Antiga en la Facultat de Filosofia i Lletres d'aquesta mateixa universitat i professora visitant de diverses universitats estrangeres com la de Roma o l'Autònoma de Mèxic.
Va ser la primera dona degana de la Facultat de Filosofia i Lletres de la Universitat de Granada (1990-1996).

### Història de les dones
En la seua carrera professional destaquen les seues recerques sobre la història de les dones, les dones en les societats mediterrànies, les dones i la pau, el matronatge femení o la reflexió sobre teoria i metodologia de la història des d'una perspectiva feminista.
Va formar part del grup de professores que van impulsar els Estudis de les Dones a Espanya, la creació del Seminari d'Estudis de la Dona i posterior Institut Universitari de Recerca d'Estudis de les Dones i de Gènere que va dirigir l'any 2000. També va ser cofundadora de l'Associació Espanyola d'Història de les Dones (AEIHM), de l'Associació Universitària d'Estudis de la Dona (AUDEM) i d'Arenal, Revista d'Història de les Dones de la qual és codirectora al costat de Mary Nash.

### Trajectòria política
Militant del Partit Socialista Obrer Espanyol des de 1996, va ser membre del Parlament d'Andalusia i en 2000 va ser nomenada Consellera d'Educació i Ciència de la Junta d'Andalusia, passant a ocupar la Conselleria d'Educació des de 2004 fins a 2008. Ha estat presidenta del Consorci del Parc de les Ciències (Granada) (2000-2008).
En 2008 va encapçalar la llista del PSOE per la província de Granada en les eleccions generals, sent elegida Diputada al Congrés, on va ser portaveu d'Educació del grup parlamentari socialista. Va formar part de l'executiva federal del Partit Socialista Obrer Espanyol, com a responsable d'Educació i Cultura entre 2008 i 2012.

## Publicacions
Entre les seues publicacions:
- "La mujer en el mundo mediterráneo antiguo". Granada, 1990.
- "Feminismo, ciencia y transformación social". Granada, 1992.
- "Del patio a la plaza. Las mujeres en las sociedades mediterráneas". Granada 1995.
- "Poblamiento ibérico y romano en el sureste peninsular: la comarca de los Vélez". Granada, 1999.
- "La historia de las mujeres en España en los años noventa". Universidad y feminismo en España, Granada, 1999.
- "Las mujeres en la Historia de España". Barcelona, 2000.
- "Las mujeres y la paz: génesis y evolución de conceptualizaciones, símbolos y prácticas". Madrid, 2004.
- "Los espacios de las mujeres hispanas." en "Historia de las mujeres en España y América Latina". Vol. I, Madrid, 2005.
- "Benefactoras y filántropas en las sociedades antiguas", Revista Arenal, vol. 18 nº2, 2011.
- "Escuela, espacio de paz. Reflexiones desde Andalucía". Granada, 2013.
- "Arenal, 20 años de Historia de las Mujeres en España", Revista Arenal, vol. 20 núm. 1, 2013.